# أندرو مارتن (روائي)
أندرو مارتن (بالإنجليزية: Andrew Martin)‏ (6 يوليو 1962، يورك في المملكة المتحدة)؛صحفي وروائي بريطاني.